# آلیسا نه‌یر
الیسا نه‌یر (انگلیسی: Alyssa Naeher؛ زادهٔ ۲۰ آوریل ۱۹۸۸) بازیکن فوتبال اهل ایالات متحده آمریکا در پست دروازه‌بان است.
از باشگاه‌هایی که در آن بازی کرده است می‌توان به شیکاگو رد استارز، باشگاه فوتبال بوستون بریکرز، و باشگاه فوتبال ۱.اف‌اف‌سی توربین پوتسدام اشاره کرد.
وی همچنین در آمریکا بازی می‌کرد.
وی در مسابقات کشوری و بین‌المللی در مجموع برندهٔ ۱ مدال نقره شده است.